# Шумшевашка (приток Сормы)
Шумшева́шка (чув. Шĕмшеш) — река в России, протекает по Аликовскому району Чувашской Республики. Правый приток Сормы, притока Большого Цивиля.

## География
Согласно данным государственного водного реестра России и топографической карты, река Шумшевашка берёт начало у деревни Орбаши. Течёт на запад, ниже деревни Анаткасы сливается со своим правым притоком, рекой Сормой (одноимённой с устьевой рекой). Устье Шумшевашки находится у деревни Нижние Елыши в 26 км от устья Сормы, притока Большого Цивиля. Длина реки составляет 12 км, площадь водосборного бассейна — 81,4 км².
На некоторых других картах эта река обозначается как Орбашка, впадающая в Урбашку ниже деревни Анаткасы.

## Данные водного реестра
По данным государственного водного реестра России относится к Верхневолжскому бассейновому округу, водохозяйственный участок реки — Цивиль от истока и до устья, речной подбассейн реки — Волга от впадения Оки до Куйбышевского водохранилища (без бассейна Суры). Речной бассейн реки — (Верхняя) Волга до Куйбышевского водохранилища (без бассейна Оки).
Код объекта в государственном водном реестре — 08010400412112100000148.